# Manuel Mendes
Manuel Mendes (né vers 1547 à Lisbonne et mort le 24 septembre 1605 à Évora) était un compositeur portugais de la Renaissance. Tandis que ses compositions demeurent très peu connues, Mendes est célèbre pour avoir formé la plupart des compositeurs de l'âge d'or de la polyphonie portugaise, tels que Filipe de Magalhães, Duarte Lobo et Manuel Cardoso.

## Biographie
Mendes étudia la musique à l'école d'Évora pendant son enfance. Plus tard, il fut nommé maître de chapelle à la cathédrale de Portalegre mais revint à Évora pour recevoir son diplôme en 1575. C'est à cette période qu'il devint enseignant. Ses élèves comptent parmi les compositeurs portugais les plus célèbres du XVIIe siècle (comme Duarte Lobo, Manuel Cardoso, Filipe de Magalhães ou Manuel Rebelo). Il meurt en 1605 à Évora.

### Autorité
- Ressources relatives à la musique :   - International Music Score Library Project
  - ChoralWiki 
  - MusicBrainz
  - Muziekweb
- Notices d'autorité :   - VIAF
  - ISNI
  - IdRef
  - LCCN
  - GND
  - Portugal
  - WorldCat

### Écouter en ligne
- antienne Asperges me : [écouter en ligne]